# جون مور (لاعب كرة قدم مواليد 1966)
جون مور (بالإنجليزية: John Moore)‏ هو لاعب كرة قدم بريطاني في مركز الهجوم، ولد في 1 أكتوبر 1966 في كونست ‏ في المملكة المتحدة. شارك مع منتخب هونغ كونغ لكرة القدم. أما مع النوادي، فقد لعب مع باتريك أتلتيك وشروزبري تاون وشيفيلد يونايتد ونادي أوترخت ونادي دارلنجتون ونادي روتشديل ونادي سكاربورو ونادي سندرلاند ونادي سون هي ونادي كرو ألكساندرا ونادي مانسفيلد تاون ونيوبورت كونتي وهال سيتي.